# Club omnisports de Meknès (handball)
Maillots
La section de handball du Club omnisports de Meknès est club de handball basé à Meknès au Maroc. C'est la section la plus titrée du club.

## Palmarès
- Championnat du Maroc (3)
  - Champion : 1984, 2001, 2006
  - Vice-champion : 2007, 2009,2011
- Coupe du Trône (9)
  - Vainqueur : 1983, 1989, 1995, 1996, 1998, 2000, 2002, 2007, 2009
  - Finaliste : 2011